# La tempesta calmada

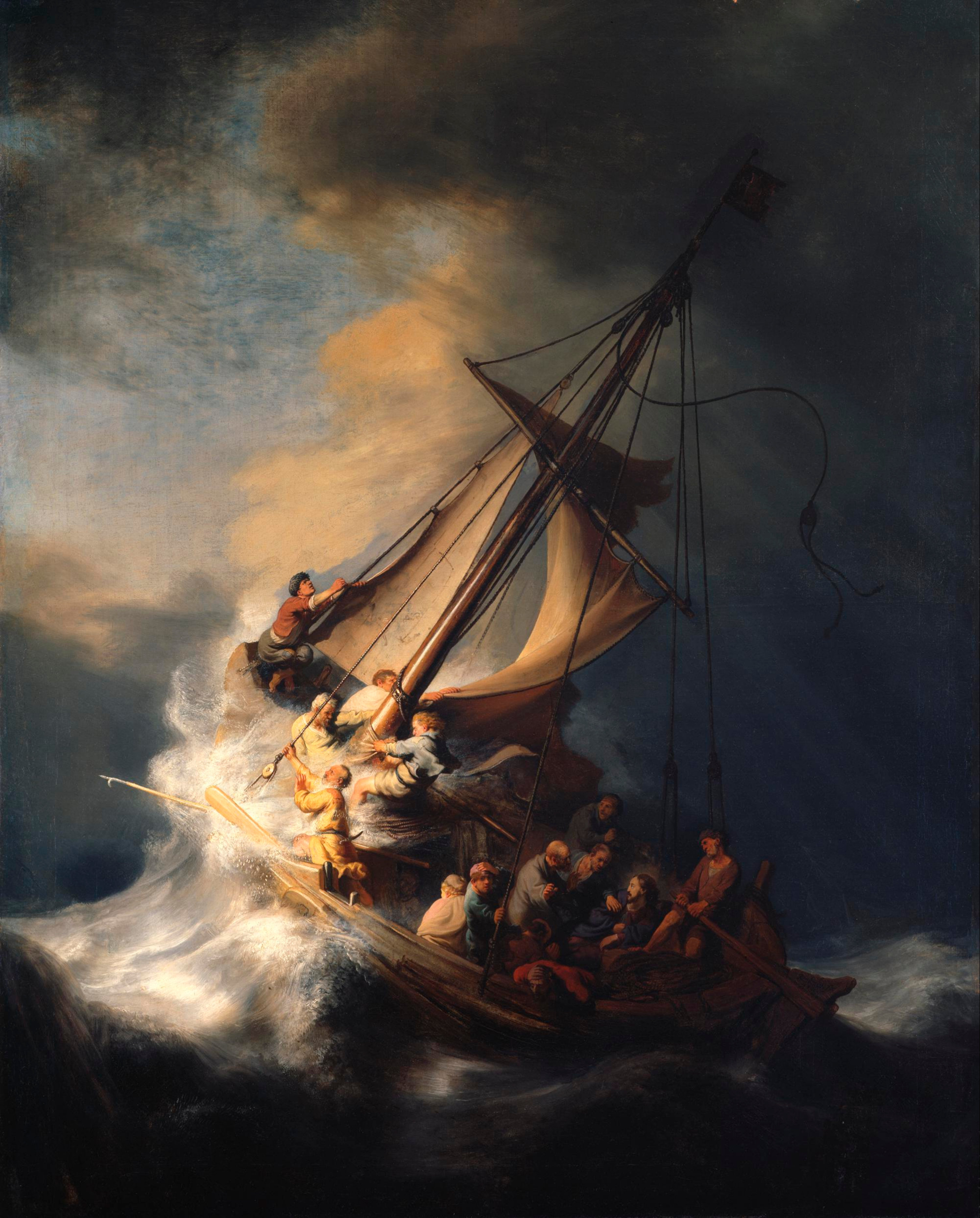
La Tempesta al mar de Galilea de Rembrandt, 1632

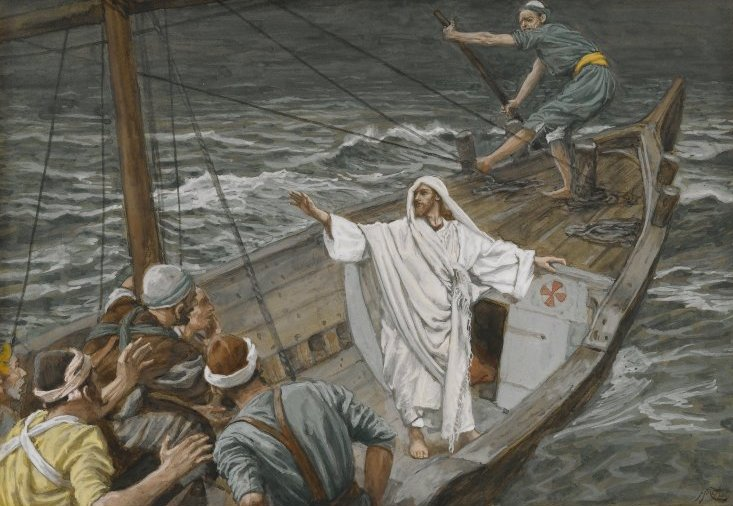
James Tissot - Jesús calmant la Tempesta. Museu de Brooklyn

La tempesta calmada o Calmant la tempesta és un dels miracles de Jesús, esmentat a Marc 4:35-41, Lluc 8:22-25 i Mateu 8:23-27. Aquest episodi és diferent al de Jesús camina sobre l'aigua en què també està implicat un vaixell al llac i sembla posterior en la narrativa.
Segons els Evangelis, un vespre Jesús i els seus deixebles estaven creuant amb un vaixell el llac de Tiberíades (en l'evangeli esmentat com a Llac de Galilea) quan s'aixecà un temporal de vent tan fort que les onades s'aixecaven contra la barca i s'anava omplint. Jesús era a la popa, dormint amb el cap reclinat en un coixí, però els deixebles el varen despertar i li deien, "Mestre, no veieu que ens enfonsem?" L'Evangeli de Marc narra així el final de la història:

Jesús es desvetllà, renyà el vent i digué a l'aigua: «Calla i estigues quieta». El vent amainà i seguí una gran bonança. Després els digué: «Per què sou tan porucs? Encara no teniu fe?» Ells, plens de gran respecte, es preguntaven l'un a l'altre: «Qui deu ser aquest, que fins el vent i l'aigua l'obeeixen?»

L'autor Michael Keene comentava que el Mar de Galilea era conegut per les seves tempestes sobtades i ferotges i que els jueus eren gent de terra que estaven, generalment, incòmodes a la mar, de manera especial perquè creien que el mar era ple de criatures aterridores.
L'autor John Clowes comentava que amb la pregunta "per què teniu tanta por?" Jesús estava demanant als seus deixebles que exploressin a les seves pròpies consciències la causa i origen de tenir por, i així adonar-se que tota la por té les seves arrels en el pensament i l'afecte natural, a part d'afecte espiritual. I preguntant "té les seves arrels en el pensament i l'afecte natural, a part d'afecte espiritual i el pensament?" Jesús estava assenyalant evidentment un defecte als seus principis espirituals.
Clowes a més comentava que amb aquella última pregunta Jesús estava instruint evidentment els seus deixebles, i a través d'ells totes les generacions futures de la humanitat, i així por és el resultat constant de la debilitat de principis celestials en la ment humana.